# Hoàng Long (thần thoại)
Đối với các định nghĩa khác, xem Hoàng Long (định hướng).

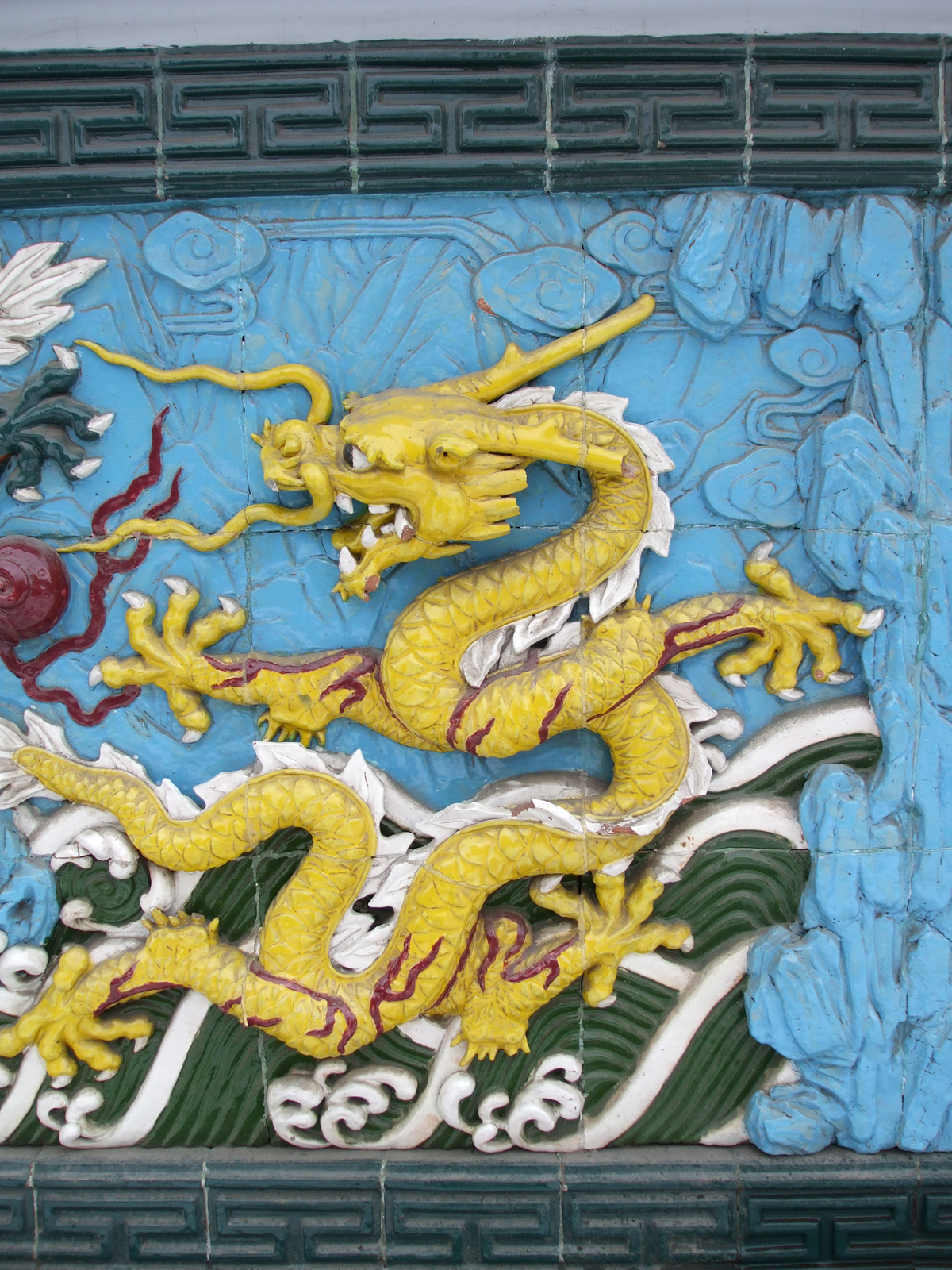
Hoàng Long

Hoàng Long (tiếng Trung: 黃龍) hay Rồng vàng là tên gọi chỉ một loài rồng có cơ thể màu vàng thường xuất hiện trong thần thoại Trung Hoa.
Trong Ngũ Long thường Hoàng Long xuất hiện ở trung tâm và được coi là vị trí quan trọng nhất và 4 phương còn lại được trấn giữ bởi Hắc Long ở phương Bắc, Thanh Long ở phương Đông, Bạch Long ở phương Tây, Xích Long ở phương Nam.
Ở Đông Á, Rồng vàng được coi là linh thú tốt lành và được sử dụng làm biểu tượng quyền lực của Hoàng đế.